# Narod i Pravda
Narod i Pravda (deutsch Volk und Gerechtigkeit, kurz NiP) ist eine politische Partei in Bosnien und Herzegowina. Sie wurde am 12. März 2018 in Sarajevo als Abspaltung der konservativen Stranka demokratske akcije gegründet. Mitgründer ist Elmedin Konaković.

## Geschichte
Bei den Wahlen in Bosnien und Herzegowina 2018 gewann die Partei sechs Sitze im Abgeordnetenhaus des Kanton Sarajevo, zwei Sitze im Abgeordnetenhaus der Föderation Bosnien und Herzegowina und einen Sitz im Haus der Völker der Föderation Bosnien und Herzegowina.
Bei den Kommunalwahlen 2020 konnte die Partei ihren Stimmenanteil in der Hauptstadt Sarajevo deutlich erhöhen und wurde zur größten politischen Partei der Stadt. Bei den Parlamentswahlen 2022 konnte die Partei ebenfalls ihren Stimmenanteil landesweit signifikant steigern und errang drei Sitze im nationalen Abgeordnetenhaus sowie sieben Sitze im föderalen Parlament. Nach den Wahlen einigte sich eine von der Allianz der Unabhängigen Sozialdemokraten, der Kroatischen Demokratischen Union und der Sozialdemokratischen Partei geführte Koalition, zu der auch NiP gehört, auf die Bildung einer neuen Regierung.
Die Kommunalwahlen 2024 brachten gemischte Ergebnisse. Zwar gewann NiP in Ilijaš und konnte Ilidža und Srebrenik halten, jedoch erlitt die Partei spürbare Verluste in Sarajevo und verlor Gemeinderäte in allen vier Stadtbezirken.